# Ebstorf
Ebstorf est une municipalité allemande du land de Basse-Saxe et de l'arrondissement d'Uelzen. C'est le lieu d'origine de la célèbre Mappa mundi d'Ebstorf.

## Personnalités liées à la ville
- Friedrich Münchmeyer (1807-1882), théologien mort à Ebstorf.
- Fritz-August Wilhelm Markmann (1899-1949), homme politique mort à Ebstorf.
- Amaury de Farcy de Saint-Laurent